# Saint-Christophe-sur-Dolaison
Saint-Christophe-sur-Dolaison è un comune francese di 958 abitanti situato nel dipartimento dell'Alta Loira della regione dell'Alvernia-Rodano-Alpi. Il centro abitato è lambito a nord dal 45º Parallelo, la linea equidistante fra il Polo Nord e l'Equatore.

## Società

### Evoluzione demografica
Abitanti censiti